# Aoshima Fumiaki
Fumiaki Aoshima (sinh ngày 12 tháng 7 năm 1968) là một cầu thủ bóng đá người Nhật Bản.

## Sự nghiệp câu lạc bộ
Fumiaki Aoshima đã từng chơi cho Yamaha Motors, Shimizu S-Pulse, Tosu Futures và Honda.